# 1974-es bangladesi éhínség
Az 1974-es bangladesi éhínség Ázsia 20. századi történelmének egyik legpusztítóbb éhínsége volt. Bár a hivatalos becslések szerint „mindössze” 26 000-en haltak meg az éhezés miatt, van olyan vélemény is, amely másfél millióra teszi az áldozatok számát (beleértve a legyengült szervezetű emberek valamilyen betegségben történő halálát is).
Az okok között fontos szerepet játszott a Brahmaputra hónapokig tartó áradása, de az is, hogy az ország élelmiszer-elosztó rendszere rosszul működött, és az is, hogy az Amerikai Egyesült Államok visszatartotta az országnak juttatott szokásos élelmiszersegélyét, mivel rosszallotta a Banglades és Kuba között kialakult kereskedelmet.

## Története

### Előzmények
Az 1971-es bangladesi függetlenségi háború, a muktidzsuddha romba döntötte az egykori Kelet-Pakisztán, az ekkor függetlenné váló Banglades gazdaságát és addig sem túl fejlett infrastruktúráját. Az országnak még hivatalos bankjegyei sem voltak, a decemberben megalakult első kormány az addig használt, de egy bangladesi bélyegzővel megjelölt pakisztáni bankjegyeket ismerte el fizetőeszközként. Banglades azonban 1972 tavaszáig indiai megszállás alá tartozott, így az indiai bankjegyeket is elfogadottan lehetett használni, az új pénz, a taka árfolyamát pedig az indiai rúpiáéval tették egyenlővé, sőt, a taka bankjegyeinek nyomtatását Indiával végeztették. Ezek a tények jelentősen közrejátszottak az 1974-ben tapasztalt nagymértékű inflációhoz és az azzal járó élelmiszerár-emelkedéshez. Ebben az időszakban az ENSZ a világ legkevésbé fejlett országai közé sorolta Bangladest, a Világélelmezési Programban pedig élelmiszer-prioritásos országnak nevezték.

### A Brahmaputra áradása
1974 áprilisától júliusáig heves esőzések sújtották a Brahmaputra vízgyűjtő területét, ami a torkolat térségében fekvő Bangladesben súlyos áradásokat okozott: az ország területének mintegy 40%-a víz alá került. A legsúlyosabban három tartomány: Ranpur, Majmanszinh és Szilet volt érintett. A vidéki lakosság egyik fő bevételi forrása a jutatermesztés volt, de a jutaültetvények jó része megsemmisült az árvízben, és odaveszett az élelmiszertermés mintegy 15%-a is, sőt, az áradás a következő betakarítási ciklusra történő veteményezésre is kedvezőtlenül hatott. Előfordult, hogy a sajtó eltúlozta a veszteségeket, az újonnan bevezetett termés-előrejelző rendszer pedig még nem volt elegendően pontos, így az emberek félelme a jövőben jelentkező hiánytól egyre nőtt, ez pedig kedvező táptalajt biztosított a spekulációnak.

### Az infláció és a gazdasági helyzet
Az infláció már jóval az áradás előtt szárnyalt. A termények ára már márciusban mintegy duplája volt az egy évvel azelőttinek, így főként a vidéki, bérből élő munkások számára nagyon nehézzé vált, hogy élelmiszert vásároljanak. Igaz, hogy az országban gyakoriak az időjárási viszontagságok, árvizek, ami miatt az áremelkedés, illetve a következő szezon jó termése miatti árcsökkenés is sűrűn váltakozik, de az rendkívül ritka, hogy egyszerre minden termény ára így felmenjen, mint ahogy ezúttal történt, tehát a mostani infláció oka nem egyedül az áradásban keresendő. Az is tény, hogy az éhezés által leginkább sújtott területeken az egy főre jutó elérhető élelmiszer-mennyiség mind az előző két évben, mind az éhínség évében összességében nőtt, így az éhínség fő oka nem feltétlenül az élelmiszer hiányában, hanem az egyenlőtlen elosztásában és hozzáférhetőségében keresendő. Hozzájárult az áremelkedésekhez az is, hogy az Indiával közös hosszú határ könnyen átjárható volt, gyakran teherautók egész konvojai szállították ki a bangladesi árukat Indiába, és cserébe az ott is elfogadott indiai, valamint a függetlenségi háború alatt zsákmányolt pakisztáni bankjegyeket vitték be az országba. Nem elhanyagolható az sem, hogy ebben az évben egyébként világszerte emelkedtek az élelmiszer- és az olajárak, ezzel együtt a szállítás költségei is, így például a Thaiföldről történő rizsimport is csak jóval magasabb áron lett volna lehetséges. A lakosság pénzügyi helyzete gyorsan romlott: 1970-ről 1973-ra a mezőgazdasági dolgozók bére reálértékben 24, az ipari dolgozóké 48 százalékkal csökkent.
Mindemellett a néhány éve függetlenné vált ország külföldivaluta-tartalékai is kimerültek: az érték 1973 első negyedévéhez képest 1974 első negyedévére kevesebb mint felére csökkent, és a Nemzetközi Valutaalaptól is csak tízmillió fontos nagyságrendben jutottak kölcsönökhöz. Az ország alacsony hitelminősítése arra késztette a külföldi élelmiszer-beszállítókat, hogy lemondják rövidtávú áruhiteleiket, ez pedig hozzájárul ahhoz, hogy 1974 szeptemberére és októberére a szükséges havi 250–300 ezer tonna importáru helyett mindössze 29 és 70 000 tonna érkezett be.

### Készletfelvásárlás és -elosztás
A bangladesi felső és középosztály, akiknek nagyobb mennyiségű pénz állt rendelkezésére, nem bízott abban, hogy a kormány orvosolni tudja a gazdasági problémákat, és már az infláció legnagyobb hulláma előtt akkora mennyiségű élelmiszert vásárolt fel, amekkorára valójában nem is volt szüksége. A munka nélkül maradt dolgozók maradék pénzüket a nem élelmiszer jellegű áruk helyett is kénytelenek voltak élelmiszerre költeni, illetve akadt néhány rendkívül gazdag spekuláns, aki azért halmozott fel élelmiszerkészleteket, hogy ezzel is felhajtsa az árakat, és ezáltal később még több pénzhez jusson. Ebben nemritkán politikai kapcsolataikat is felhasználták.
Élelmiszerhiány esetén a bengáli térségben hagyományosan korábban is a városi lakosság élvezett előnyt a segélyezésnél. Az Élelmiszerügyi Minisztérium ebben a különleges helyzetben sem döntött másképp, sőt, a nyárról őszre történő segélymennyiség-csökkenés is a vidéki ellátásban volt arányaiban jóval nagyobb. Emiatt a legszegényebb vidéki réteg még nagyobb hiányt szenvedett az élelemből. Bár az év közepén volt néhány kezdeményezés arra, hogy ingyenkonyhákat nyissanak, ahol a szegények némi élelemhez juthattak volna, de egészen szeptemberig ezek semmilyen támogatást nem kaptak a kormány vagy a hatóságok részéről. A vidékiek közül sokan utolsó vagyontárgyaikat vagy földjüket is eladták, mások pedig nagy számban özönlöttek a városokba, remélve, hogy ott majd jobb helyzetbe kerülnek, ez pedig számtalan családot szakított szét.

### Az amerikai segély késleltetése
A korábbi (és későbbi) évek élelmiszerhiányát jelentősen csökkenteni tudta az Amerikai Egyesült Államok által küldött segély (amelynek 1972 és 1994 közötti összértéke elérte az 1,4 milliárd fontot). 1973 augusztusában Tádzsauddín Áhmad pénzügyminiszter Washingtonban találkozott Henry Kissinger amerikai külügyminiszterrel, és újabb segélyt kérvényezett. Az eredetileg kért 300 000 tonnás segély tervezett mennyisége azonban 220 000 tonnára lett csökkentve, de még az sem lett kiszállítva, mivel az amerikaiak a magas árak idején a segéllyel szemben előnyben részesítették volna a kereskedelmi ügyletet. Emiatt a következő hónapokban több kormányközi tárgyalásra is sor került mindkét fővárosban a két ország között, és 1974 januárjában Banglades washingtoni nagykövete is felhozta a témát. 1974. május 27-én végül az amerikai nagykövet arra figyelmeztette Bangladest, hogy semennyi élelmiszert sem fognak kapni, mivel Banglades jutát szállít az amerikaiak fő ellenlábasának, Kubának, és a PL–480 jelzésű amerikai szabályozás tiltja, hogy bármely ország, amely Kubával kereskedik, segélyt kapjon. Ezt a szabályozást egyébként a bangladesi kormány nem ismerte, az amerikaiak előzetesen sem figyelmeztették őket, ráadásul Banglades és Kuba nem is állt egymással folyamatos kereskedelmi kapcsolatban, csak egy jutazsák-szállítmányról volt szó.
Mudzsibur Rahmán miniszterelnök kénytelen volt jelezni Kubának, hogy megszakítják a szállítást. Az egyébként Bangladessel jó viszonyban levő ország (akik például a világon az elsők között ismerték el Banglades függetlenségét) megértően fogadta a bejelentést, és biztosították róla partnerüket, hogy ez nem fog rontani a két ország kapcsolatain. De október táján, mire az ügy miatt késleltetett amerikai segély megérkezett, már késő volt, az éhínség már mindenütt pusztított.

### Az áldozatok
Az áldozatok számára vonatkozó becslések rendkívül tág határok között mozognak. A bangladesi kormány hivatalosan azt közölte, 26 000-en hunytak el, de van, aki szerint csak Ranpur tartományban csak 2–3 hónap alatt 80 és 100 000 között lehetett az elhunytak száma. A rossz táplálkozás miatt legyengült szervezetű emberekre a különféle betegségek is veszélyesebbek, így ha azt is beleszámoljuk, hogy hányan haltak meg ezután kolerában, maláriában és hasmenéses betegségekben, az áldozatok száma akár a másfél milliót is elérheti.
A legtöbben a szegény, vidéki, földtulajdonnal nem rendelkező lakosság köréből haltak meg.

### Politikai következmények
Bangladest 1971-es függetlenné válásától 1975-ig, a pártelnök Mudzsibur Rahmán meggyilkolásáig az Áojámi Liga vezette, ám ez a politikai erő nagyrészt az éhínség pusztításának következtében rengeteg kritikát kapott, népszerűtlenné vált, és csak 1996-ban tudott visszatérni a hatalomba. Huszonegy éves ellenzékiségük alatt is sokan szemükre hányták, hogy képtelenek voltak tenni az egekbe törő élelmiszerárak ellen.